# Kleinbahn Freest–Bergensin
| Streckenlänge: | 6,9 km               |                         |                         |
| Spurweite: | 1435 mm (Normalspur) |                         |                         |
| |                      |                         |                         |
| \| \| \| von Lauenburg (Pommern) \| \| \| \| 0,0 \| Freest bei Leba \| Freest bei Leba \| \| \| \| nach Leba \| \| \| \| 3,0 \| Nieder Komsow \| Nieder Komsow \| \| \| 5,0 \| Nesnachow \| Nesnachow \| \| \| 6,0 \| Roschütz \| Roschütz \| \| \| 6,9 \| Bergensin \| Bergensin \| |                      |                         |                         |
| Strecke |                      | von Lauenburg (Pommern) | von Lauenburg (Pommern) |
| Bahnhof | 0,0                  | Freest bei Leba         | Freest bei Leba         |
| Abzweig ehemals geradeaus und nach links |                      | nach Leba               | nach Leba               |
| Haltepunkt / Haltestelle (Strecke außer Betrieb) | 3,0                  | Nieder Komsow           | Nieder Komsow           |
| Haltepunkt / Haltestelle (Strecke außer Betrieb) | 5,0                  | Nesnachow               | Nesnachow               |
| Haltepunkt / Haltestelle (Strecke außer Betrieb) | 6,0                  | Roschütz                | Roschütz                |
| Haltepunkt / Haltestelle Streckenende (Strecke außer Betrieb) | 6,9                  | Bergensin               | Bergensin               |

Die Kleinbahn AG Freest–Bergensin war Eigentümer einer normalspurigen Bahnstrecke im Kreis Lauenburg in Hinterpommern, die ausschließlich dem Güterverkehr diente.

## Geschichte
Gründer der Gesellschaft waren der Preußische Staatsfiskus, die Provinz Pommern, der Kreis Lauenburg sowie drei Rittergutsbesitzer und ein Mühlenbesitzer. Den Bau führte der Provinzialverband durch.
Die 6,85 Kilometer lange normalspurige Strecke wurde am 31. Oktober 1910 eröffnet; sie zweigte im Bahnhof  Freest von der Staatsbahnstrecke ab, die von der Kreisstadt Lauenburg zum Ostseebad Leba führt. Endpunkt der Kleinbahn war die Ortschaft (Rittergut) Bergensin, die 260 Einwohner zählte.
In den ersten Betriebsjahren wurden jährlich etwa 20.000 t Güter befördert. Hauptfracht war Kalkmergel, der bei Roschütz abgebaut wurde. Als das Werk einige Jahre nach dem Ersten Weltkrieg schloss, war die wirtschaftliche Grundlage der Bahn nicht mehr gegeben. Die Bahn galt als kürzeste im deutschen Reich. 
Den Betrieb führte anfangs die Preußische Staatsbahn, dann ab 1918 die Firma Lenz & Co GmbH mit Personal und Fahrzeugen der benachbarten Lauenburger Bahnen. Eigene Fahrzeuge besaß die Kleinbahn-Gesellschaft nicht.
Am 1. Februar 1926 wurde der Betrieb aus wirtschaftlichen Gründen eingestellt. Am 1. Oktober 1930 wurde das Liquidationsverfahren eröffnet, Oberbaumaterial und Inventar verkauft, und am 3. Januar 1933 wurde die Gesellschaft im Handelsregister gelöscht.